# Perognathus merriami
Perognathus merriami és una espècie de mamífer rosegador de la família dels heteròmids. Viu al nord-est de Mèxic i el sud dels Estats Units. Els seus hàbitats naturals són les praderies d'herba curta, els matollars desèrtics i els matollars àrids. És una espècie en risc mínim, és a dir, no sembla que hi hagi cap amenaça significativa per a la seva supervivència.
Aquest tàxon fou anomenat en honor del metge i naturalista estatunidenc Clinton Hart Merriam.